# A csoda (film, 2022)
A csoda (eredeti cím: The Wonder) 2022-es koprodukciós filmdráma Sebastián Lelio rendezésében. A forgatókönyvet Emma Donoghue, Lelio és Alice Birch írta Donoghue 2016-os, azonos című regénye alapján. A főbb szerepekben Florence Pugh, Tom Burke, Niamh Algar, Elaine Cassidy, Ciarán Hinds és Toby Jones látható. 
A film világpremiere 2022. szeptember 2-án volt a Telluride Filmfesztiválon. Korlátozott számú mozikban november 2-án mutatták be, míg a Netflixen november 16-án vált elérhetővé. Általánosságban pozitív visszajelzéseket kapott a kritikusoktól, akik dicsérték a produkciót és a színészi alakításokat, különösen Pughét.

## Cselekmény
A történet az írországi Midlandsben játszódik 1862-ben. A tizenegy éves Anna O'Donnell négy hónapja, elsőáldozása óta nem evett, de látszólag jó egészségnek örvend.
Elizabeth „Lib” Wright-ot, a krími háborúban szolgált angol ápolónőt küldik Annához, hogy két hétig éjjel-nappal figyelje őt. Segítségére van egy apáca, Michael nővér. Ők ketten felváltva, egymástól függetlenül ismertetik eredményeiket egy helyi bizottság előtt. A bizottságnak tagja egy orvos, egy pap és annak a földterületnek a tulajdonosa, amelyen O'Donnellék háza áll. Azt szeretnék, ha Wright megerősítené a csodát.
Anna egészségesnek tűnik Lib szemében, és elmagyarázza, hogy az „égi manna” tartja életben. Nincs jele a megtévesztésnek. Anna gyakran imádkozik, és többször említi a pokolban lévő elkárhozottak sorsát. Elizabeth, aki még mindig egyetlen gyermeke halálát gyászolja, laudánumot szed, hogy könnyebben tudjon aludni.
Elizabeth a szállásán találkozik a The Daily Telegraph újságírójával, William Byrne-nel. A férfi beszámol az újságban megjelent történetről, amely szerinte csalás. Wright és William kapcsolatba kerülnek egymással.
Elizabeth rájön, az anyja jó éjt puszit ad Annának az ajkára, miközben az arcát fogja. Megtiltja a családnak a testi érintkezést. A családja érintésétől való elszakadás gyorsan rontja Anna állapotát. William cikket ír, amelyben Anna családját és a közösséget okolja a lány várható haláláért.
Lib azt gyanítja, az anya titokban rágott ételt adott át Annának a csókjaival, és Anna beismeri, hogy őt is így etették. Elárulja böjtölésének okait: A bátyja gyakran szexuálisan bántalmazta őt. Bűnösnek érzi magát, és a férfi halálát Isten haragjának vélelmezi. Anna meg akarja menteni testvére lelkét a pokoltól, és ezért kész feláldozni az életét.
Elizabeth tájékoztatja a bizottságot megfigyeléseiről, de nem hisznek neki. Michael nővér kijelenti, hogy nem talált bizonyítékot Elizabeth állításaira. Annát is kikérdezi a tanács, de a lány ismételten elmondja, hogy csak mannával táplálkozik.
Tudván, hogy Anna biztosan meghal, ha nem eszik rövidesen, Elizabeth arra kéri a családot, tegyenek valamit. Legalább azt szeretné, ha az anyja folytatná a csókolgatást. Az asszony visszautasítja, és azt mondja, Anna szent halála után mindkét gyermeke a mennyben lesz. Lib meggyőzi Williamet, hogy segítsen neki Anna megmentésének tervében. Miután a család elhagyta a házat, hogy misére menjenek, Anna megkérdezi Elizabeth-től, meg fog-e halni. Lib azt feleli neki, hogy „Anna” ugyan meg fog halni, de úgy fog felébredni, mint „Nan”, a kilencéves kislány, akivel soha semmi rossz nem történt. A haldokló Annát egy közeli szent kúthoz viszi, ahol látszólag meghal. Amikor magához tér, Elizabethnek sikerül valami ennivalót adnia neki. Egyedül tér vissza a házhoz, és felgyújtja, porig égetve azt. A tűzben szándékosan megsemmisíti a laudánumos flakont.
Lib elmondja a tanácsnak, hogy Anna természetes halállal halt meg, és a tűz akkor keletkezett, amikor véletlenül felborult egy lámpa. Mivel aggódik saját esetleges bűnössége miatt Anna halálában, és a ház romjai között még csontok sincsenek, amelyeket a média figyelmét felkeltő módon el lehetne temetni, a tanács fizetés nélkül elbocsátja Elizabeth-et. Michael nővér elmondja Elizabethnek, hogy miután korábban távozott a szertartásról, a házhoz vezető úton látomása volt: Egy angyal lovagolt el Annával. Megkéri Elizabeth-et, ígérje meg neki, hogy Anna egy jobb helyre került. Egy újsághír szerint Annát „távollétében” halottnak nyilvánították, és nem emelnek vádat senki ellen.
Dublinban Lib találkozik Williammel és Nannel, aki visszanyerte egészségét. Mindhárman a Cheshire családnak adják ki magukat, és hajóra szállnak Sydneybe. A fedélzeten Lib és William figyeli, ahogy Nan teljes értékű ételt eszik.

## Szereplők

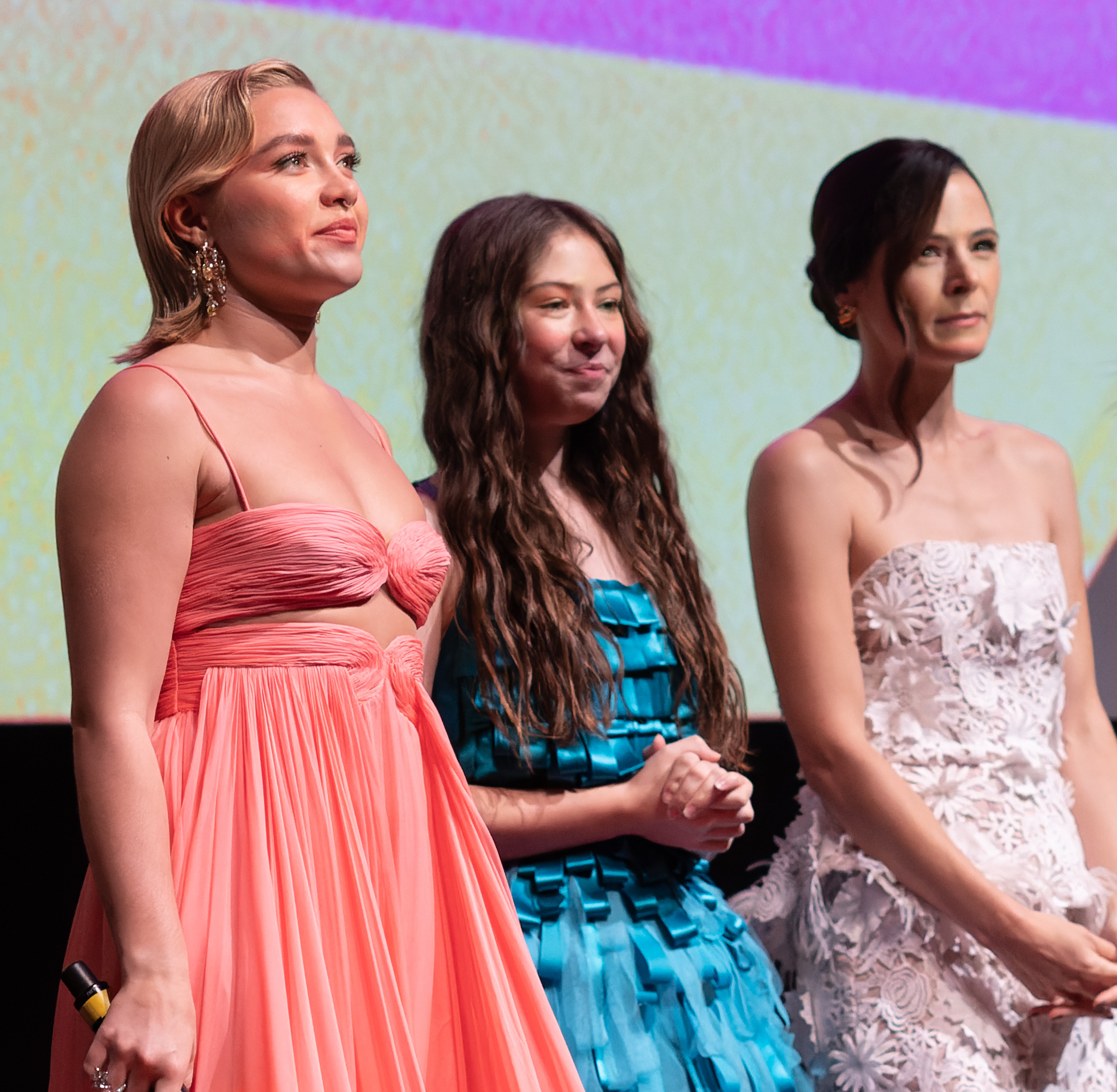
Florence Pugh, Kila Lord Cassidy és Elaine Cassidy a BFI LFF gálán a Royal Festival Hallban 2022. október 7-én

| Szerep                              | Színész           | Magyar hang         |
| ----------------------------------- | ----------------- | ------------------- |
| Elizabeth "Lib" Wright              | Florence Pugh     | Mikecz Estilla      |
| Anna O'Donnell / Nan                | Kíla Lord Cassidy | Hegedűs Johanna     |
| William Byrne                       | Tom Burke         | Hamvas Dániel       |
| Kitty O'Donnell / Narrátor (hangja) | Niamh Algar       | Sipos Eszter Anna   |
| Rosaleen O'Donnell                  | Elaine Cassidy    | Majsai-Nyilas Tünde |
| Malachy O'Donnell                   | Caolán Byrne      |                     |
| Dr. McBrearty                       | Toby Jones        | Gyabronka József    |
| Thaddeus atya                       | Ciarán Hinds      | Faragó András       |
| Sir Otway                           | Dermot Crowley    | Várkonyi András     |
| John Flynn                          | Brían F. O’Byrne  |                     |
| Seán Ryan                           | David Wilmot      | Németh Gábor        |
| Maggie Ryan                         | Ruth Bradley      |                     |
| Michael nővér                       | Josie Walker      |                     |

### Magyar változat
- Magyar szöveg: Kecskés Enikő
- Hangmérnök: Halas Péter
- Vágó: Wünsch Attila
- Gyártásvezető: Vigvári Ágnes
- Szinkronrendező: Szalay Csongor
- Produkciós vezető: Gyarmati Ádám

A szinkront a Direct Dub Studios készítette el.

## A film készítése
2021. április 28-án jelentették be, hogy Florence Pugh lesz a főszereplője Sebastián Lelio A csoda című filmjének adaptációjában. A forgatás 2021. augusztus 12-én kezdődött Írországban. A forgatás kezdetének bejelentésével egy időben közölték, hogy Tom Burke, Niamh Algar, Elaine Cassidy, Kíla Lord Cassidy, Toby Jones, Ciarán Hinds, Dermot Crowley, Brían F. O’Byrne és David Wilmot csatlakozott a stábhoz.

## Bemutató
A csoda világpremierje 2022. szeptember 2-án volt a Telluride Filmfesztiválon, majd 2022. szeptember 13-án a Torontói Nemzetközi Filmfesztiválon is bemutatták. Európai premierje a 70. San Sebastián-i Nemzetközi Filmfesztiválon volt 2022. szeptember 21-én. 2022. november 16-án jelent meg a Netflixen, miután november 2-án korlátozott számú mozikban is bemutatták.